# ITF Women's Circuit Anning
L'ITF Women's Circuit Anning, adesso chiamato Kunming Open dal 2016, è un torneo professionistico di tennis giocato su campi in terra rossa. Fa parte della categoria WTA 125s dal 2018. Si gioca annualmente a Anning in Cina.

## Albo d'oro

### Singolare
| Anno             | Campionessa      | Finalista     | Punteggio          |
| ---------------- | ---------------- | ------------- | ------------------ |
| ↓ ITF $50,000 ↓  |                  |               |                    |
| 2014             | Zheng Saisai     | Jovana Jakšić | 6–2, 6–3           |
| ↓ ITF $75,000 ↓  |                  |               |                    |
| 2015             | Zheng Saisai     | Han Xinyun    | 6–4, 3–6, 6–4      |
| ↓ ITF $100,000 ↓ |                  |               |                    |
| 2016             | Zhang Kailin     | Peng Shuai    | 6–1, 0–6, 4–2 rit. |
| 2017             | Zheng Saisai     | Zarina Dijas  | 7-5, 6-4           |
| ↓ WTA 125s ↓     |                  |               |                    |
| 2018             | Irina Chromačëva | Zheng Saisai  | 3–6, 6–4, 7–6(5)   |
| 2019             | Zheng Saisai     | Zhang Shuai   | 6–4, 6–0           |

### Doppio
| Anno             | Campionesse                       | Finaliste                             | Punteggio              |
| ---------------- | --------------------------------- | ------------------------------------- | ---------------------- |
| ↓ ITF $50,000 ↓  |                                   |                                       |                        |
| 2014             | Han Xinyun Zhang Kailin           | Varatchaya Wongteanchai Zhang Ling    | 6–4, 6–2               |
| ↓ ITF $75,000 ↓  |                                   |                                       |                        |
| 2015             | Xu Yifan Zheng Saisai             | Yang Zhaoxuan Ye Qiuyu                | 7-5, 6-2               |
| ↓ ITF $100,000 ↓ |                                   |                                       |                        |
| 2016             | Wang Yafan Zhang Kailin           | Varatchaya Wongteanchai Yang Zhaoxuan | 6(3)-7, 7–6(2), [10–1] |
| 2017             | Han Xinyun Ye Qiuyu               | Prarthana Thombare Xun Fangying       | 6-2, 7-5               |
| ↓ WTA 125s ↓     |                                   |                                       |                        |
| 2018             | Irina Chromačëva Dalila Jakupovič | Guo Hanyu Sun Xuliu                   | 6-1, 6-1               |
| 2019             | Peng Shuai Yang Zhaoxuan          | Duan Yingying Han Xinyun              | 7-5, 6-2               |